# Uttarganga
Uttarganga (en népalais : उत्तरगंगा) est un comité de développement villageois du Népal situé dans le district de Surkhet. Au recensement de 2011, il comptait 17 261 habitants.